# Bob Appleby
Robert „Bob“ Appleby (* 15. Januar 1940 in Warkworth; † 25. April 2024 in Newcastle upon Tyne) war ein englischer Fußballspieler. Der Torhüter bestritt Anfang der 1960er Jahre 99 Ligaspiele für den FC Middlesbrough.

## Karriere
Appleby spielte im Nordosten Englands für den lokalen Klub Amble Welfare, ehe er 1957 vom Profiklub FC Middlesbrough verpflichtet wurde, der Bruder des dortigen Trainers Bob Dennison empfahl den Torhüter. Appleby entwickelte sich in den folgenden Jahren über das Nachwuchs- und Reserveteam, bevor er im April 1960 bei einem 1:0-Heimsieg im Zweitligaspiel gegen Stoke City unter Dennison zu seinem Pflichtspieldebüt im Profiteam kam. Appleby erhielt in der folgenden Saison den Vorzug vor Peter Taylor und Esmond Million, erlitt aber in einem FA-Cup-Spiel gegen Manchester United im Januar 1961 eine Rückenverletzung, in deren Folge er mehrere Monate ausfiel. Bereits in den vorangegangenen Wochen war Appleby gehandicapt: bei einem 4:3-Sieg beim FC Liverpool an Silvester 1960 brach er sich in der ersten Halbzeit bei einem Zusammenprall mit dem Pfosten die Nase, kehrte nach längerer Behandlung gegen medizinischen Rat zur zweiten Halbzeit zurück ins Tor und wurde nach Abpfiff von einem gegnerischen Fan mit einer Handvoll Münzgeld ins Gesicht beworfen. Zudem erkrankte er an einer Grippe und einer Mandelentzündung. Auch die folgenden Jahre wurde er immer wieder von Verletzungsproblemen zurückgeworfen. Kurz vor Beginn der Saison 1963/64 musste er nach einem Testspiel wegen Rückenproblemen ins Krankenhaus eingeliefert werden und verpasste den Saisonauftakt, im September 1965 zog er sich in einem Spiel gegen Charlton Athletic einen Knöchelbruch zu.
In der Zweitligasaison 1961/62 war er erneut Stammtorhüter, im Laufe der Saison 1962/63 verlor er seinen Platz im Tor an Arthur Lightening und Morris Emmerson, unter Trainer Raich Carter, der im Februar 1963 übernahm, war der im Sommer 1963 verpflichtete schottische Torhüter Eddie Connachan die nächsten Jahre gesetzt. Appleby kam nur noch vereinzelt zum Einsatz, im Januar 1965 ließ er sich mit der Begründung, wieder Stammtorwart sein zu wollen, auf die Transferliste setzen. Nach dem Abgang Carters im Februar 1966 war er einer von mehreren Spielern, die sich von der Transferliste streichen lassen wollten. Unter Carters Nachfolger Stan Anderson kam Appleby an den letzten sechs Spieltagen der Saison 1965/66 wieder zum Einsatz, darunter war das Abstiegs-Endspiel im Mai 1966, als Middlesbrough durch eine 3:5-Niederlage am letzten Spieltag beim direkten Konkurrenten Cardiff City erstmals in die Third Division absteigen musste. In der anschließenden Drittligasaison stand Appleby an den ersten beiden Spieltagen nochmals in der Startelf. Nachdem Appleby am zweiten Spieltag an beiden Gegentreffern bei einer 1:2-Heimniederlage gegen die Bristol Rovers nicht schuldlos war, setzte Anderson in der Folge zunächst auf Des McPartland und später auf Neuzugang Willie Whigham.
Der für einen Torhüter eher klein gewachsene Appleby hatte seine Stärken beim Abwehren von Torschüssen, insbesondere bei Flanken hatte er bisweilen Schwächen. Appleby galt als „Scherzkeks“ im Team von Middlesbrough. So soll er Abwürfe absichtlich mit übermäßig Effet ausgeführt haben, was Mitspielern die Annahme erschwerte und während den Spielen regelmäßig verschiedene Vogelgeräusche gemacht haben. Auch eine Geschichte, wie er während eines Trainings mit einer Schrotflinte auf auf dem Sportplatz befindliche Tauben schoss, ist überliefert.
Im Dezember 1966 wechselte er nach 110 Pflichtspielen für Middlesbrough (99 in der Liga, 6 FA Cup, 5 League Cup) in die Southern League zu Hereford United, die nach dem Abgang von Jock Wallace einen neuen Torhüter suchten. Trainer bei Hereford war zum Zeitpunkt des Wechsels sein früherer Middlesbrough-Trainer Dennison. Bei Hereford absolvierte Appleby 50 Pflichtspiele, ein letztes Highlight wurde der FA Cup 1967/68, als das Team unter Spielertrainer John Charles nach Siegen über Cheltenham Town und den FC Barnet erst in der zweiten Hauptrunde beim FC Watford mit 0:3 ausschied. Im Januar 1968 stand er auf der Transferliste und wegen anhaltender Rückenproblemen, eine Spätfolge seiner Verletzung gegen Manchester United 1961, beendete er am Saisonende seine Laufbahn.
Nach seiner Fußballerlaufbahn arbeitete Appleby als water bailiff in Cumberland. Seinen Ruhestand verbrachte er zunächst in Reeth, später kehrte er nach Northumberland zurück. Nach einer Operation im Freeman Hospital von Newcastle und anschließendem Aufenthalt auf einer Intensivstation verstarb Appleby 84-jährig im April 2024.